# Marcos Ceará
Pour les articles homonymes, voir Albuquerque (homonymie) et Ceará.
Marcos Ceará, de son vrai nom Marcos Venâncio de Albuquerque, est un ancien footballeur brésilien né le 16 juin 1980 à Crato. Il est désormais reconverti comme agent de joueurs.

## Biographie

### Carrière en club

#### Débuts au Brésil
Marcos Ceará a connu de nombreux clubs brésiliens avant de s'imposer à l'Internacional Porto Alegre à partir de 2005. Son équipe compte alors des joueurs tels que Rafael Sóbis ou Fernandão.
C'est avec l'Internacional qu'il remporte la Copa Libertadores en 2006 contre le São Paulo FC de José Aloisio, Willamis Souza et Diego Lugano (il retrouvera ces deux derniers au PSG). 
Cette victoire dans la plus prestigieuse compétition continentale d'Amérique du Sud offre une qualification pour la Coupe du monde des clubs. Emmené par le jeune Alexandre Pato, l'Internacional remporte la finale de cette compétition contre le FC Barcelone de Ronaldinho. Marcos dispute les deux rencontres de son équipe contre Al Ahly et Barcelone.
Ceará gagne également la Recopa Sudamericana contre Pachuca. Il est alors considéré comme l'un des meilleurs joueurs brésiliens à son poste.

#### Paris Saint-Germain (2007-2012)

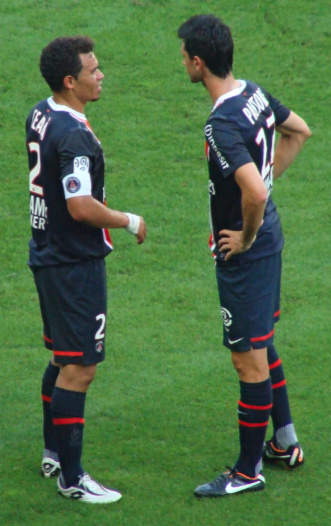
Le capitaine Ceará et Javier Pastore.

À l'issue du mercato de la saison 2007-2008, il signe un contrat de trois ans avec le Paris Saint-Germain pour un montant estimé entre 2 et 2,5 millions d'euros. Il sera en concurrence avec Bernard Mendy.
Il fait ses grands débuts en Ligue 1 contre l'AS Monaco lors de la 8e journée en remplaçant Amara Diané en fin de match. Lors de la 10e journée, il marque son premier but contre le Stade rennais pour sa première titularisation en championnat. Le 2 décembre 2007, il se fait tristement remarquer lors d'une perte de ballon contre Caen.
Il gagne la Coupe de la Ligue en mars 2008. Confirmé très vite comme arrière latéral droit titulaire pour la saison 2008-2009, il affiche de sérieux progrès et commence à s'imposer comme l'un des meilleurs arrières droits du championnat de France surtout par la qualité de ses soutiens offensifs et son entente sur le terrain avec Ludovic Giuly ou Stéphane Sessègnon. Depuis la saison 2009-2010 et l'arrivée d'Antoine Kombouaré comme entraîneur, le brésilien est mis en concurrence avec Christophe Jallet. 
Durant l'été 2011, le club brésilien de Santos FC lui propose un contrat de trois ans. Le défenseur, dont le contrat au Paris Saint-Germain ne courait plus que pour un an fait le choix du cœur, et prolonge jusqu'en 2013. Le club de la capitale entre alors dans une nouvelle ère avec l'arrivée de QSI et de son compatriote Leonardo comme directeur sportif. De nombreux joueurs prestigieux sont recrutés et le secteur défensif est renforcé par Milan Biševac et Diego Lugano.
En décembre 2011 Antoine Kombouaré est remplacé par Carlo Ancelotti. La concurrence est encore accentuée en défense avec les signatures de Maxwell et Alex. L'entraîneur italien préfère aligner Biševac au poste d'arrière droit et Ceará voit son temps de jeu diminuer. Il résilie son contrat à l'amiable le 25 juin 2012. Cette résiliation est également due à la limitation du nombre de joueurs extra-communautaires dans un club de football européen, qui empêchait le PSG de recruter Lucas Moura.

#### SC Internacional (2016-2017)
Le 19 août 2016, après de longs tests médicaux, il revient à l'Internacional Porto Alegre.

#### América Futebol Clube
En août 2017, Marcos Ceará s'engage pour une saison en faveur du club de D2 brésilienne de l'América Futebol.

#### L'après carrière
À partir de 2018, Marcos Ceará se reconvertit comme agent de joueur et s'associe à son propre représentant au sein de la société "Taveira Sports Group".

## Vie personnelle
Très croyant, Marcos Cearà est également pasteur, évangélique tout comme un autre ancien footballeur du championnat de France: Oscar Ewolo.

## Statistiques
| Saison                | Club                  | Championnat           | Championnat | Championnat | Coupe nationale | Coupe nationale | Coupe de la Ligue | Coupe de la Ligue | Compétition(s) continentale(s) | Compétition(s) continentale(s) | Compétition(s) continentale(s) | Recopa Sudamericana | Recopa Sudamericana | Championnat du monde des clubs | Championnat du monde des clubs | Total | Total |
| Saison                | Club                  | Division              | M.          | B.          | M.              | B.              | M.                | B.                | Comp.                          | M.                             | B.                             | M.                  | B.                  | M.                             | B.                             | M.    | B.    |
| 1999                  | SE Gama               | Série A               | 31          | 7           | -               | -               | -                 | -                 | -                              | -                              | -                              | -                   | -                   | -                              | -                              | 31    | 7     |
| 1999                  | Santos FC             | Série A               | 12          | 1           | -               | -               | -                 | -                 | -                              | -                              | -                              | -                   | -                   | -                              | -                              | 12    | 1     |
| 2000                  | Portuguesa Santista   | Série A               | 19          | 2           | -               | -               | -                 | -                 | -                              | -                              | -                              | -                   | -                   | -                              | -                              | 19    | 2     |
| 2000                  | São José EC           | Série A               | 21          | 0           | -               | -               | -                 | -                 | -                              | -                              | -                              | -                   | -                   | -                              | -                              | 21    | 0     |
| 2001                  | Santa Cruz            | Série A               | 19          | 0           | -               | -               | -                 | -                 | -                              | -                              | -                              | -                   | -                   | -                              | -                              | 19    | 0     |
| 2002                  | Botafogo              | Série A               | 23          | 1           | -               | -               | -                 | -                 | -                              | -                              | -                              | -                   | -                   | -                              | -                              | 23    | 1     |
| 2003                  | Coritiba              | Série A               | 32          | 1           | -               | -               | -                 | -                 | -                              | -                              | -                              | -                   | -                   | -                              | -                              | 32    | 1     |
| 2004                  | São Caetano           | Série A               | 26          | 1           | -               | -               | -                 | -                 | CL                             | 2                              | 0                              | -                   | -                   | -                              | -                              | 28    | 1     |
| Sous-total            | Sous-total            | Sous-total            | 183         | 13          | -               | -               | -                 | -                 | -                              | 2                              | 0                              | -                   | -                   | -                              | -                              | 185   | 13    |
| 2005                  | SC Internacional      | Série A               | 13          | 0           | -               | -               | -                 | -                 | CS                             | 1                              | 0                              | -                   | -                   | -                              | -                              | 14    | 0     |
| 2006                  | SC Internacional      | Série A               | 32          | 3           | -               | -               | -                 | -                 | CL                             | 12                             | 1                              | -                   | -                   | 2                              | 0                              | 46    | 4     |
| 2007                  | SC Internacional      | Série A               | 10          | 1           | -               | -               | -                 | -                 | CL                             | 7                              | 0                              | 2                   | 0                   | -                              | -                              | 19    | 1     |
| Sous-total            | Sous-total            | Sous-total            | 55          | 4           | -               | -               | -                 | -                 | -                              | 16                             | 1                              | 2                   | 0                   | 2                              | 0                              | 75    | 5     |
| 2007-2008             | Paris SG              | Ligue 1               | 30          | 1           | 4               | 0               | 5                 | 0                 | -                              | -                              | -                              | -                   | -                   | -                              | -                              | 39    | 1     |
| 2008-2009             | Paris SG              | Ligue 1               | 37          | 0           | 3               | 0               | 3                 | 0                 | C3                             | 9                              | 0                              | -                   | -                   | -                              | -                              | 52    | 0     |
| 2009-2010             | Paris SG              | Ligue 1               | 29          | 0           | 4               | 0               | 2                 | 0                 | -                              | -                              | -                              | -                   | -                   | -                              | -                              | 35    | 0     |
| 2010-2011             | Paris SG              | Ligue 1               | 20          | 0           | 5               | 0               | 2                 | 0                 | C3                             | 8                              | 0                              | -                   | -                   | -                              | -                              | 35    | 0     |
| 2011-2012             | Paris SG              | Ligue 1               | 24          | 1           | 3               | 0               | 1                 | 0                 | C3                             | 8                              | 1                              | -                   | -                   | -                              | -                              | 36    | 2     |
| Sous-total            | Sous-total            | Sous-total            | 140         | 2           | 19              | 0               | 13                | 0                 | -                              | 25                             | 1                              | -                   | -                   | -                              | -                              | 197   | 3     |
| 2012                  | Cruzeiro              | Série A               | 20          | 1           | -               | -               | -                 | -                 | -                              | -                              | -                              | -                   | -                   | -                              | -                              | 20    | 1     |
| 2013                  | Cruzeiro              | Série A               | 26          | 0           | 4               | 0               | -                 | -                 | -                              | -                              | -                              | -                   | -                   | -                              | -                              | 30    | 0     |
| 2014                  | Cruzeiro              | Série A               | 17          | 0           | 5               | 0               | -                 | -                 | CL                             | 9                              | 0                              | -                   | -                   | -                              | -                              | 31    | 0     |
| 2015                  | Cruzeiro              | Série A               | 18          | 1           | 3               | 0               | -                 | -                 | CL                             | 1                              | 0                              | -                   | -                   | -                              | -                              | 22    | 1     |
| Sous-total            | Sous-total            | Sous-total            | 81          | 2           | 12              | 0               | -                 | -                 | -                              | 10                             | 0                              | -                   | -                   | -                              | -                              | 103   | 2     |
| 2016                  | Coritiba              | Série A               | 6           | 0           | 13              | 0               | -                 | -                 | -                              | -                              | -                              | -                   | -                   | -                              | -                              | 19    | 0     |
| 2016                  | SC Internacional      | Série A               | 12          | 0           | 4               | 0               | -                 | -                 | -                              | -                              | -                              | -                   | -                   | -                              | -                              | 16    | 0     |
| 2017                  | SC Internacional      | Série B               | 1           | 0           | 2               | 0               | -                 | -                 | -                              | -                              | -                              | -                   | -                   | -                              | -                              | 3     | 0     |
| 2017                  | América FC            | Série B               | 5           | 0           | -               | -               | -                 | -                 | -                              | -                              | -                              | -                   | -                   | -                              | -                              | 5     | 0     |
| Total sur la carrière | Total sur la carrière | Total sur la carrière | 483         | 21          | 40              | 0               | 13                | 0                 | -                              | 57                             | 2                              | 2                   | 0                   | 2                              | 0                              | 597   | 23    |

## Palmarès
- Vainqueur de la Coupe du monde des clubs en 2006 avec le SC Internacional
- Vainqueur de la Copa Libertadores en 2006 avec le SC Internacional
- Champion du Paraná en 2003 avec le Coritiba FC
- Champion de São Paulo en 2004 avec l'AD São Caetano
- Vainqueur de la Recopa Sudamericana en 2007 avec le SC Internacional
- Vainqueur de la Coupe de France en 2010 avec le Paris SG
- Vainqueur de la Coupe de la Ligue en 2008 avec le Paris SG
- Vice-champion de France en 2012 avec le Paris SG
- Finaliste de la Coupe de France en 2008 et en 2011 avec le Paris SG
- Finaliste du Trophée des champions en 2010 avec le Paris SG